# زبیتینی
زبیتینی (به چکی: Zbytiny) یک منطقهٔ مسکونی در جمهوری چک است که در شهرستان پراخاتیتسه واقع شده‌است. زبیتینی ۳۹٫۰۴ کیلومتر مربع مساحت و ۳۱۴ نفر جمعیت دارد و ۷۸۶ متر بالاتر از سطح دریا واقع شده‌است.